# Janusz Józefowicz
Janusz Władysław Józefowicz (ur. 3 lipca 1959 w Świeciu) – polski choreograf, aktor, scenarzysta i reżyser. Dyrektor artystyczny Teatru „Studio Buffo”.

## Życiorys

### Edukacja i początki kariery
Jest absolwentem Szkoły Podstawowej w Borzechowie i III Liceum Ogólnokształcącego im. Unii Lubelskiej w Lublinie, a w 1984 ukończył Państwowa Wyższą Szkołę Teatralną w Warszawie. Tańca uczył się w Szkole Wokalno-Tanecznej w Koszęcinie i w Pradze. Grał w przedstawieniu Malczewski w Teatrze Wizji i Ruchu.
Za rolę Marco w spektaklu dyplomowym Widok z mostu Arthura Millera otrzymał nagrodę dla najbardziej utalentowanego studenta na Festiwalu Szkół Teatralnych w Łodzi. Był choreografem i członkiem obsady spektaklu dyplomowego PWST pt. Złe zachowanie (reż. Andrzej Strzelecki), który okazał się wydarzeniem artystycznym roku i później był wystawiany w warszawskich teatrach: Ateneum i Rampa, którego Józefowicz został głównym choreografem. Przedstawienie prezentowano prawie w całej Europie i zdobyło szereg liczących się nagród.
W lipcu 1990 otrzymał od rządu amerykańskiego stypendium na sześciotygodniowy staż dla choreografów z całego świata. Tam pracował z grupą amerykańskich tancerzy nad etiudą własnego pomysłu. Przez rok prowadził również zajęcia choreograficzne w Berlinie Zachodnim – wykładał na Kunst–Forum. Przez dwa lata organizował tzw. Mode-Theater, czyli imprezy w kilku miastach niemieckich, w których uczestniczyli awangardowi plastycy, a także polscy tancerze i aktorzy.

### Kariera

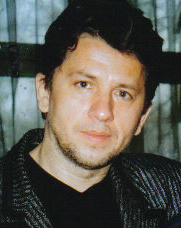
Józefowicz (2007)

W latach 1999/2000 był pedagogiem w warszawskiej Akademii Teatralnej. Od listopada 1992 jest dyrektorem artystycznym teatru Studio Buffo, w którym stworzył studio artystyczne „Metro” dla dzieci i młodzieży. W tym czasie zaczął realizować plany przygotowania polskiego musicalu o ludziach jego pokolenia, co zawarł w sztuce autorstwa Agaty i Maryny Miklaszewskich pt. Metro, do której muzykę skomponował Janusz Stokłosa. Przez rok szukał wykonawców, przesłuchania odbywały się w całej Polsce i sąsiednich państwach, a następnie wykształcił od podstaw zespół musicalu, w którym śpiewali m.in.: Katarzyna Groniec, Barbara Melzer, Beata Wyrąbkiewicz, Anna Mamczur, Edyta Górniak, Robert Janowski, Michał Milowicz, Dariusz Kordek, Mariusz Czajka, Olaf Lubaszenko i Bogusław Linda. Premiera musicalu odbyła się 30 stycznia 1991 w warszawskim Teatrze Dramatycznym, a 16 kwietnia 1992 zagrano go po raz pierwszy w „Minskoff Theatre” na Broadwayu. Metro zostało nominowane do Tony Award za najlepszą partyturę teatralną w sezonie 1991/1992. 22 października 1999 wystawił premierowo Metro w Moskwie, a później także w Petersburgu, zaś w 2001 otrzymał za ten spektakl najważniejszą nagrodę kulturalną w Rosji – Złotą Maskę – dla najlepszego reżysera w sezonie 1999/2000 we wszystkich rodzajach sztuki teatralnej (dramat, balet, opera, operetka, musical).

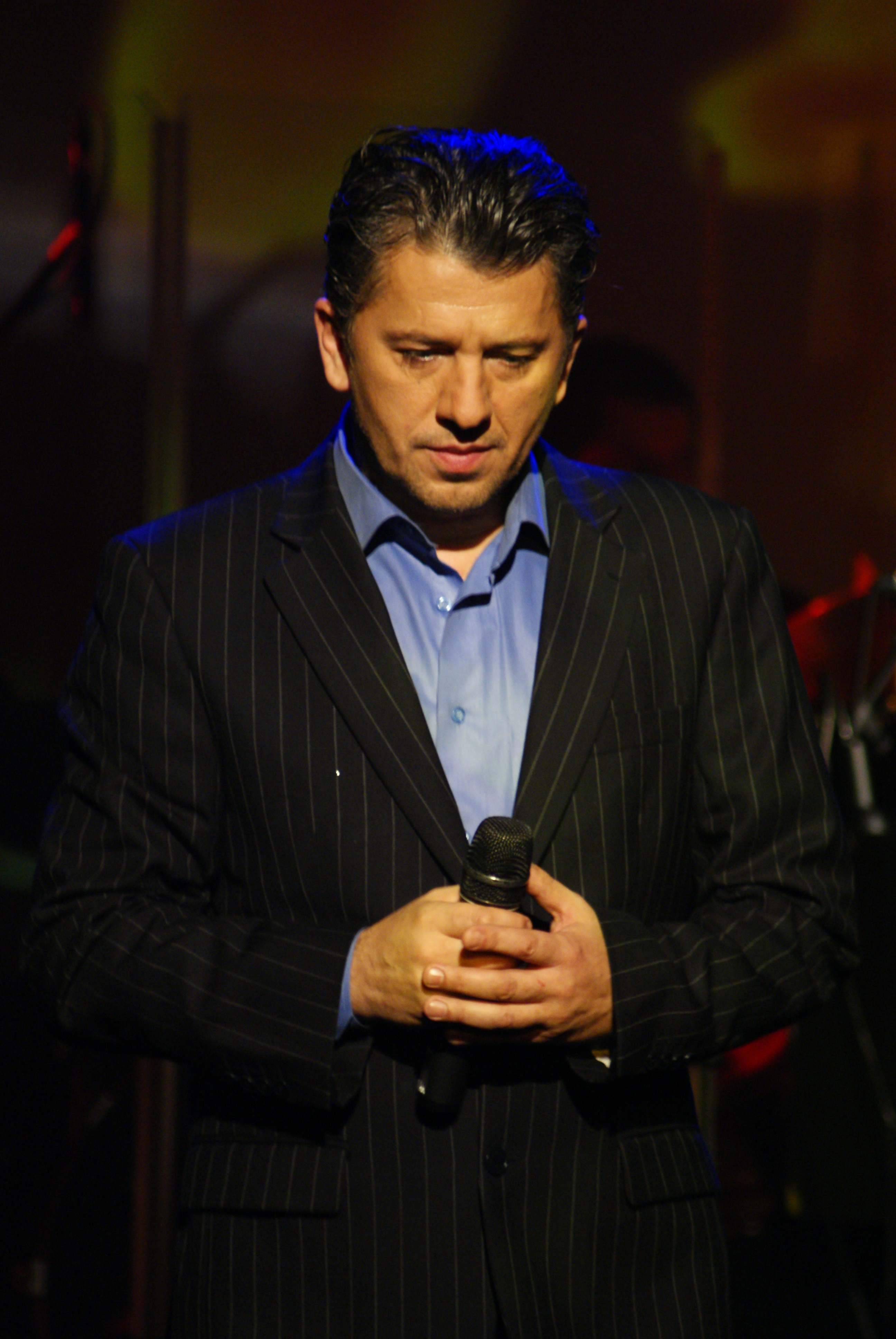
Józefowicz

Wyreżyserował i stworzył choreografie do wielu innych spektakli, m.in. do polskich inscenizacji musicali: Piotruś Pan, Romeo i Julia oraz do komedii muzycznej Panna Tutli Putli na podstawie dramatu Witkacego, sztuk: Halka, Krakowiacy i górale i Zemsta nietoperza oraz do opery Rogera Watersa Ça Ira (2006). Przygotował choreografię i wyreżyserował musicale: Prorok (Petersburg) i Czarownice z Eastwick (Moskwa). 31 grudnia 2011 w warszawskiej Hali Torwar wystawił premierowo spektakl Polita, pierwszy na świecie musical realizowany w technologii 3D live. Spektakl doczekał się rosyjskiej wersji, której premiera miała miejsce 18 grudnia 2013 w Petersburgu. Redakcja „Die Welt” stwierdziła, że „rewolucyjny projekt” Józefowicza jest „początkiem nowej ery światowego musicalu”. Następnie zrealizował kolejne spektakle w technologii 3D live: Pola Negri (Moskwa, Petersburg, Stuttgart), Julietta&Romeo (Petersburg) i Piotruś Pan (TM Gdynia).
W 2006 był jurorem w programie Polsatu Show!Time. Od września do listopada 2007 wraz z Nataszą Urbańską prowadzili autorski program taneczno-muzyczny Przebojowa noc emitowany na TVP1. Program został zrealizowany na podstawie serii widowisk artystycznych tzw. Wieczorów w Buffo wystawianych w „Studio Buffo”. Również w 2007 stworzyli dla TVP1 kolejny, wspólny projekt, Złota sobota. W 2009 opracował prezentację sceniczną występu Piotra Jełfimaua, reprezentanta Białorusi w 54. Konkursie Piosenki Eurowizji w Moskwie. Piosenkarzowi początkowo nie spodobały się pomysły polskiego reżysera, dlatego zrezygnował z jego usług, ale kilka dni później ogłoszono wznowienie współpracy. Od września do listopada 2011 był jurorem w 13. edycji programu TVN Taniec z gwiazdami.
11 kwietnia 2014 został odznaczony srebrnym Medalem „Zasłużony Kulturze Gloria Artis”, a 7 lutego 2020 Krzyżem Kawalerskim Orderu Odrodzenia Polski za „wybitne osiągnięcia w pracy artystycznej i twórczej”.

## Życie prywatne
Dwukrotnie żonaty. Z pierwszego małżeństwa z Danutą ma dwoje dzieci, Kamilę (ur. 1983) i Jakuba (ur. 9 marca 1993). 16 sierpnia 2008 poślubił wieloletnią partnerkę, Nataszę Urbańską, z którą ma córkę Kalinę (ur. 2008).

## Filmografia
obsada:
- 1981: Miłość ci wszystko wybaczy jako tancerz (stepowanie)
- 1982–1986: Blisko, coraz bliżej
- 1984: Kilka scen z życia Glebowa
- 1985: C.K. Dezerterzy jako żołnierz
- 1985: Pewnego letniego dnia
- 1986: Bohater roku jako baletmistrz Kajtek
- 1987: Trójkąt bermudzki jako kumpel z wieczoru kawalerskiego
- 1988: Nowy Jork, czwarta rano jako Józek Polański
- 1988: Oszołomienie jako tancerz, wykonawca wyroku na Czerkańskiej
- 1993: Kraj świata jako „nerwowy” mężczyzna w łańcuchu
- 1995: Gracze jako Jan Gracz
- 1997: Sztos jako Adaś, przyjaciel Eryka
- 2001: Poranek kojota jako Dziki, szef mafii
- 2002: Superprodukcja jako Paweł Dziobak
- 2008: Małgosia contra Małgosia
- 2011: Sztos 2 jako Adaś, przyjaciel Eryka

obsada (gościnnie):
- 1997–2006: Klan jako on sam
- 2005: Fala zbrodni jako Lipiński „Lipa” (odc. 32)
- 2005–2006: Niania jako Gwiazda

## Ważniejsze opracowania choreograficzne i reżyseria przedstawień teatralnych
- Złe zachowanie (1984) – Teatr Ateneum, reż. A. Strzelecki
- Brel – Teatr Ateneum, reż. W. Młynarski
- Hemar – Teatr Ateneum, reż. W. Młynarski
- Wysocki – Teatr Ateneum, reż. W. Młynarski
- Cabaretro – Teatr Rampa, reż. A. Strzelecki
- Sweet Fifties – Teatr Rampa, reż. A. Strzelecki
- Panna Julia Augusta Strindberga (1988) – Teatr Powszechny, reż. A. Wajda
- Czerwony stoliczek – Teatr Rampa, reż. A. Strzelecki
- Muzykoterapia – Teatr Rampa, reż. A. Strzelecki
- Zimy Żal (1988) – Teatr Rampa, reż. M. Umer
- Big Zbig Show – Teatr Rampa, reż. M. Umer
- Metro (30 stycznia 1991) – Teatr Dramatyczny m.st. Warszawy, reż. J. Józefowicz
- Musical Metro (16 kwietnia 1992) – Minskoff Theatre, reż. J. Józefowicz
- Musical Metro – Studio Buffo, reż. J. Józefowicz
- Musical Metro (22 października 1999) – Operetka Moskiewska, reż. J. Józefowicz
- Mein Kampf – Teatr Ateneum w Warszawie
- Wdowy – Teatr Współczesny w Warszawie
- Kubuś fatalista – Teatr Ateneum w Warszawie
- Molier M. Bułhakowa – Teatr im. Osterwy w Lublinie
- Pożegnanie jesieni – Teatr Słowackiego w Krakowie
- Witwen – Teatr w Wiedniu, reż. Erwin Axer
- Dybuk – Teatr w Tel Awiev
- Halka Stanisława Moniuszki (16 grudnia 1995) – Teatr Wielki w Warszawie, reż. Maria Fołtyn
- Otello Giuseppe Verdiego (3 listopada 1998) – Theater am Goetheplatz w Bremie, reż. Andrzej Woron
- Martwe dusze Gogola (1998) – Volksbühne, Berlin, reż. Andrzej Woron
- Mahagony Bertolta Brechta i Kurta Weila – Theater am Goetheplatz w Bremie, reż. Andrzej Woron
- Koniec początku – Teatr Współczesny w Warszawie
- Tango Sławomira Mrożka (23 maja 1997) – Teatr Polski w Szczecinie, reż. Stanisław Świder
- Tango Sławomira Mrożka (14 czerwca 1997) – Teatr Współczesny w Warszawie, reż. M. Englert
- Pastorałki góralskie – koncert (grudzień 1996) – Teatr Wielki w Warszawie, reż. J. Józefowicz
- Ogrody czasu, według dramatów i wierszy Federica Garcii – Teatr Polski w Szczecinie
- Cztery koty, czyli pies z kulawą nogą, hiszpański wieczór kabaretowy – Teatr Polski w Szczecinie
- Pan Tadeusz Adama Mickiewicza (29 września 1996) – Teatr Polski w Szczecinie, reż. Bartłomiej Wyszomirski
- Latający cyrk Monty Pythona – Teatr Polski w Szczecinie, reż. A. Opatowicz
- Zemsta Aleksandra Fredry – Teatr Polski w Szczecinie, reż. J. Józefowicz
- Wesele Stanisław Wyspiański (wrzesień 2000) – Teatr Polski w Szczecinie, reż. J. Józefowicz
- Do grającej szafy grosik wrzuć... – piosenki z lat 50. (czerwiec 1993) – Teatr w Opolu, reż. J. Józefowicz
- Grosik 1 – piosenki z lat 50. (4 września 1993) – Studio Buffo, reż. J. Józefowicz
- Nie opuszczaj mnie... – piosenki Jacques’a Brela (7 stycznia 1994) – Studio Buffo, reż. J. Józefowicz
- Bajor w Buffo (6 kwietnia 1994) – Studio Buffo, reż. J. Józefowicz
- Wielkoludy Andrzeja Maleszki (7 maja 1994) – Studio Buffo, reż. O. Stokłosa
- Elvis (21 stycznia 1995) – Studio Buffo, reż. J. Józefowicz
- Grosik 2 – piosenki z lat 60. (27 lutego 1995) – Studio Buffo, reż. J. Józefowicz
- Przeboje (30 kwietnia 1995) – Studio Buffo, reż. J. Józefowicz
- Tyle Miłości – piosenki z lat 20. i 30. (16 marca 1996) – Studio Buffo, reż. J. Józefowicz
- Zbiga żal (14 maja 1996) – Studio Buffo, reż. M. Umer
- Obok nas – piosenki z lat 70. (24 października 1997) – Studio Buffo, reż. J. Józefowicz
- Katarzyna Groniec – koncert (28 marca 1998) – Studio Buffo, reż. J. Józefowicz
- Crazy for You George’a Gershwina i Kena Ludwiga (29 stycznia 1999) – Teatr Muzyczny Roma, reż. W. Kępczyński
- Przeżyj to sam – piosenki z lat 80. (17 kwietnia 1999) – Studio Buffo, reż. J. Józefowicz
- Piotruś Pan (27 lutego 2000) – Teatr Muzyczny Roma, reż. J. Józefowicz
- 1000 x Metro (30 maja 2000) – Teatr Dramatyczny m.st. Warszawy, reż. J. Józefowicz
- Niedziela na głównym – piosenki W. Młynarskiego (18 marca 2001) – Teatr Polski we Wrocławiu, reż. J. Józefowicz
- Niedziela na głównym – piosenki W. Młynarskiego (29 kwietnia 2001) – Studio Buffo, reż. J. Józefowicz
- Ukochany Kraj..., czyli PRL w piosence (19 lutego 2002) – Studio Buffo, reż. J. Józefowicz
- Czarownice z Eastwick (13 marca 2003) – Teatr Kinoaktora w Moskwie, reż. J. Józefowicz
- Panna Tutli Putli premiera 17 i 18 maja 2004, w Studio Buffo, w Warszawie, libretto – Stanisław Ignacy Witkiewicz, muzyka – Janusz Stokłosa, scenografia – Magdalena Maciejewska, inscenizacja, choreografia i reżyseria – J. Józefowicz
- Wieczór rosyjski – Studio Buffo, reż. J. Józefowicz
- Musical Romeo i Julia prapremiera światowa 8 października 2004, muzyka – Janusz Stokłosa, libretto – J. Józefowicz, inscenizacja, choreografia i reżyseria – J. Józefowicz, asystenci: Natasza Urbańska, Barbara Deska, Monika Ambroziak
- Wieczór włoski (18 lutego 2005) – Studio Buffo, reż. J. Józefowicz
- Wieczór francuski – Studio Buffo, 10 grudnia 2005
- Zemsta nietoperza – J. Strauss (18.12.2005), Opera Krakowska, reż. J. Józefowicz
- Musical po polsku... – reż. J. Józefowicz, 2006
- Koncert z okazji rocznicy strajków w Ursusie, reż. J. Józefowicz, 2006
- Wieczór amerykański – Studio Buffo, 22 grudnia 2006
- Ça Ira – muzyka Roger Waters – Teren Międzynarodowych Targów Poznańskich w Poznaniu, 25 sierpnia 2006, reż. J. Józefowicz
- Ça Ira w Kijowie – 16 grudnia 2006, reż. J. Józefowicz
- Ça Ira w Teatrze Wielkim w Poznaniu – 31 grudnia 2006, reż. J. Józefowicz
- Koncert z okazji obchodów 200. rocznicy powstania Księstwa Warszawskiego na warszawskiej Agrykoli – reż. J. Józefowicz
- Musical Prorok w Mińsku i w Petersburgu – 2007, reż. J. Józefowicz, asystenci: Natasza Urbańska,
- Opera Krakowiacy i górale – (27.10.2007)Opera Narodowa, reż. J. Józefowicz
- Wieczór latynoski – Studio Buffo, 13 lutego 2008
- Wieczór brytyjski – Studio Buffo, 25 stycznia 2009, reż. J. Józefowicz
- Karuzela marzeń – Studio Buffo, 22 marca 2009, reż. J. Józefowicz
- Wieczór polski – Studio Buffo, 11 listopada 2009, reż. J. Józefowicz
- Wieczór bałkański – Studio Buffo, 23 listopada 2010, reż. J. Józefowicz
- Musical POLITA pierwszy musical 3D na świecie – Bydgoszcz, hala Łucznika 4 grudnia 2011 – światowa premiera, reż. J. Józefowicz
- Musical POLITA pierwszy musical 3D na świecie – Warszawa, Torwar 30 grudnia 2011 – polska premiera, reż. J. Józefowicz
- Musical Pola Negri – Sankt Petersburg (Rosja), Kinoteatr Aktora, 18 grudnia 2013 – rosyjska premiera, reż. J. Józefowicz
- Musical Pola Negri – Moskwa (Rosja), 17 września 2014 r., reż. J. Józefowicz.
- Wieczór rosyjski 2 – Studio Buffo, 26 lutego 2014 r., reż. J. Józefowicz
- Legalna Blondynka – Krakowski Teatr Variété, 31 maja 2015 r., reż. J. Józefowicz
- musical Piotruś Pan- Studio Buffo, 12 grudnia 2015 r., reż. J. Józefowicz
- musical Piotruś Pan – teatr muzyczny w Gdyni, 9 kwietnia 2016 r., reż. J. Józefowicz
- „Romeo i Julia 3D na wodzie”- Toruń, 5 sierpnia 2017 r., reż. J. Józefowicz
- „Romeo i Julia 3D na wodzie”- Studio Buffo, 24 września 2017 r., reż. J. Józefowicz
- Wieczór japoński – Studio Buffo, 26 października 2018, reż. J. Józefowicz
- „Mistrz i Małgorzata” – Teatr muzyczny w Gdyni, 11 września 2021, reż. J. Józefowicz

## Ważniejsze produkcje telewizyjne z choreografią i w reżyserii Janusza Józefowicza
- Ćwiczenia musicalowe przedstawienie na festiwalu piosenki we Wrocławiu w 1987 roku – TVP1
- Musical Metro – TVP1, TVP Polonia, rejestracja przez TVP w 1991 i 1994 roku.
- Koncert – Metro x 1000 – TVP1, TVP Polonia (30 maja 2000)
- Do grającej szafy grosik wrzuć... – TVP1, TVP Polonia (czerwiec 1993)
- Grosik 2 – TVP1, TVP Polonia
- Tyle Miłości – dwie części – TVP1, TVP Polonia
- Bajor w Buffo – TVP1, TVP Polonia
- Obok nas – TVP1, TVP Polonia
- Przeżyj to sam – TVP1, TVP Polonia
- Koncert Katarzyny Groniec – TVP2, TVP Polonia
- Dama od Maxima George’a Feydeana z muzyką Ryszarda Sielickiego, TVP1, TVP Polonia
- Janusz Józefowicz zaprasza... – 4 programy dla TVP1, TVP Polonia
- Kilka inauguracji i zakończeń sezonów z Telewizją Regionalną – WOT
- Koncerty charytatywne dla powodzian i dla dzieci z Domu Dziecka w Podbrodziu k. Wilna – Telewizja Regionalna – WOT
- Noc z gwiazdami, czyli Sylwester w Jedynce w 1997, 1998, 1999 i w 2000 pt. „Od tanga do tanga” – TVP1, TVP Polonia
- Gala we Wrocławiu – Alfabet Józefowicza (14 marca 1999) – TVP2
- Gala we Wrocławiu – Niedziela na głównym (18 marca 2001) – TVP2
- Zimy żal w reż. M. Umer – TVP1 (1989)
- Big Zbig Show w reż. M. Umer – TVP1 (1992)
- Zielono mi w reż. M. Umer – TVP1 (28 czerwca 1997)
- musical Romeo i Julia reż. J. Józefowicz

TVP1 (21 i 22 grudnia 2004), TVP Polonia
- Rewia Sylwestrowa reż. J. Józefowicz – TVP1 (31 grudnia 2005/2006)
- Ça Ira – muzyka Roger Waters – Teren Międzynarodowych Targów Poznańskich w Poznaniu, 25 sierpnia 2006 – TVP1
- Przeboje Jedynki – koncert organizowany przez TVP1, reż. J. Józefowicz (2 września 2007)
- Przebojowa noc – program taneczno-muzyczny, którego gospodarzami byli Natasza Urbańska i Janusz Józefowicz – TVP1 (od 9 września 2007)
- Złota sobota – TVP1 – program muzyczny, którego gospodarzami byli Natasza Urbańska i Janusz Józefowicz (od 8 grudnia 2007)

## Koncerty w których wziął udział
- 1997: Zielono mi Benefis Agnieszki Osieckiej
- 2006: Gala Wiktory 2005

## Dyskografia
- 1991: płyta z muzyką do musicalu Metro
- 1995: płyta z muzyką do musicalu Grosik 2
- 1996: płyta z muzyką do musicalu Tyle Miłości
- 1998: płyta z muzyką do musicalu  Grosik 3
- płyta z piosenkami z programu MdM  Gorsz do grosza...
- 2001: „Niedziela na głównym”[22]
- 2004: „Karaoke VIDEO CD “MOŻESZ ZOSTAĆ JULIĄ”[23]

## Ważniejsze nagrody
- Międzynarodowa Nagroda Dziennikarzy za choreografię do przedstawienia pt. Złe zachowanie (1984)
- Wyróżnienie na Festiwalu Szkół Teatralnych w Łodzi za rolę dyplomową (Marco) w Widoku z mostu Arthura Millera (1984)
- Nagroda im. Stanisława Wyspiańskiego za osobowość artystyczną
- Prometeusz
- Byk Sukcesu – nagroda miesięcznika Sukces za wybitne osiągnięcia w sztuce w roku 1991
- Nagroda Dziennikarzy za osiągnięcia w sztuce estradowej (Opole 1993)
- Nagroda Prezesa Polskiego Radia (KFPP w Opolu 1998)
- Dyplom Mistrzowski, Nagrody za rok 1998 przyznany na 19. Przeglądzie Piosenki Aktorskiej we Wrocławiu
- Złota Maska dla najlepszego reżysera w sezonie 1999/2000 we wszystkich rodzajach sztuki teatralnej (dramat, balet, opera, operetka, musical) – najważniejsza nagroda kulturalna w Rosji.
- Srebrny Medal „Zasłużony Kulturze Gloria Artis” (2014)[24][19]
- Legenda Musicalu – za stworzenie podwalin współczesnej historii musicalu w Rosji (Moskwa 01.12.2014)[25]
- „Złota Maska” za reżyserię najpopularniejszego krakowskiego spektaklu- „Legalnej Blondynki” (Kraków, kwiecień 2017)
- Grand Prix za najlepszy musical „Polita” na Międzynarodowym Festiwalu Musicalowym DIMF w Korei Południowej (lipiec 2017)
- Krzyż Kawalerski Orderu Odrodzenia Polski (2019)[26][20]